# 시모르 알보르즈 FC
시모르 알보르즈 FC(페르시아어: باشگاه فوتبال سیمرغ البرز)는 마자르이샤리프를 연고로 하는 아프가니스탄의 축구단이다. 현재 아프가니스탄 프리미어리그에 참가하고 있다.

## 개요
구단의 이름은 크고 우아하며 날개 달린 새인 신화 속 생물 시무르그와 많은 유명한 시에서 언급되고 전설에 따르면 발흐 주변 지역과 연결된 고대 페르시아 신화의 신성한 산 알보르즈의 이름을 따서 명명되었다.
코에알부르즈는 고대 도시 발흐 남쪽의 산등성이 이름이다. 마찬가지로 시모르 알보르즈 FC는 발흐의 역사적 지역들을 포함하여 현재의 아프가니스탄 북부와 북서부를 대표하고 있다.